# Xenocyprididae
Xenocyprididae — родина коропоподібних риб підряду короповидні (Cyprinoidei). Також згадується під назвами Oxygastrinae та Opsariichthyinae.
Це морфологічно різноманітна група риб, що включає роди, які раніше зараховувались до різних підродин колишньої родини коропових (Cyprinidae): Cultrinae, Hypophthalmichthyinae, Opsariichthyinae (частина колишньої підродини Danioninae, споріднена з Cultrinae), Squaliobarbinae, Xenocypridinae. Окремі роди в різний час включались також до складу підродин Alburninae, Abraminae, Ctenopharyngodoninae. За морфологічними ознаками було ідентифіковано багато підгруп, до яких входять члени цієї родини, але разом вони не визнавалися єдиною сукупністю. Лише філогенетичні дослідження, засновані на молекулярних даних, засвідчили їхню спорідненість та існування родини Xenocyprididae. Крім того, молекулярні дослідження показали, що родина Xenocyprididae є сестринською кладою до групи коропоподібних, що складається з родин Acheilognathidae, Gobionidae, Leuciscidae та Tanichthyidae.
Родина Xenocyprididae включає такі роди:
- Anabarilius  Cockerell, 1923
- Ancherythroculter  Yih & Wu, 1964
- Aphyocypris  Günther, 1868
- Araiocypris  Conway & Kottelat, 2008
- Atrilinea  Chu, 1935
- Candidia  Jordan & Richardson, 1909
- Chanodichthys  Bleeker, 1860
- Ctenopharyngodon  Steindachner, 1866
- Culter  Basilewsky, 1855
- Distoechodon  Peters, 1881
- Elopichthys  Bleeker, 1860
- Gymnodanio  Chen & He, 1992
- Hainania  Koller, 1927
- Hemiculter  Bleeker, 1860
- Hemiculterella  Warpachowski, 1888
- Hemigrammocypris  Fowler, 1910
- Hypophthalmichthys  Bleeker, 1860
- Ischikauia  Jordan & Snyder, 1900
- Longiculter  Fowler, 1937
- Luciobrama  Bleeker, 1870
- Macrochirichthys  Bleeker, 1859
- Megalobrama  Dybowski, 1872
- Metzia  Jordan & Thompson, 1914
- Mylopharyngodon  Peters, 1881
- Nipponocypris  Chen, Wu & Hsu, 2008
- Ochetobius  Günther, 1868
- Opsariichthys  Bleeker, 1863
- Oxygaster  van Hasselt, 1823
- Parabramis  Bleeker, 1864
- Parachela  Steindachner, 1881
- Paralaubuca  Bleeker, 1864
- Parazacco  Chen, 1982
- Plagiognathops  Berg, 1907
- Pogobrama  Luo, 1995
- Pseudobrama  Bleeker, 1870
- Pseudohemiculter  Nichols & Pope, 1927
- Pseudolaubuca  Bleeker, 1864
- Rasborichthys  Bleeker, 1859
- Sinibrama  Wu, 1939
- Squaliobarbus  Günther, 1868
- Toxabramis  Günther, 1873
- Xenocyprioides  Chen, 1982
- Xenocypris  Günther, 1868
- Zacco  Jordan & Evermann, 1902

Поширені в Східній Азії. Демонструють величезне різноманіття морфологічних і поведінкових ознак, що виникли в результаті адаптації до унікальних екологічних умов різних водних систем. Річкові та озерні види відрізняються репродуктивною поведінкою. Перші відкладають пелагічну ікру, для розвитку якої потрібна стимуляція проточною водою. Озерні види нерестяться в стоячій воді й відкладають липку ікру, що прикріплюється до субстрату.

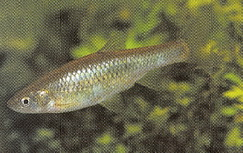
Aphyocypris moltrechti
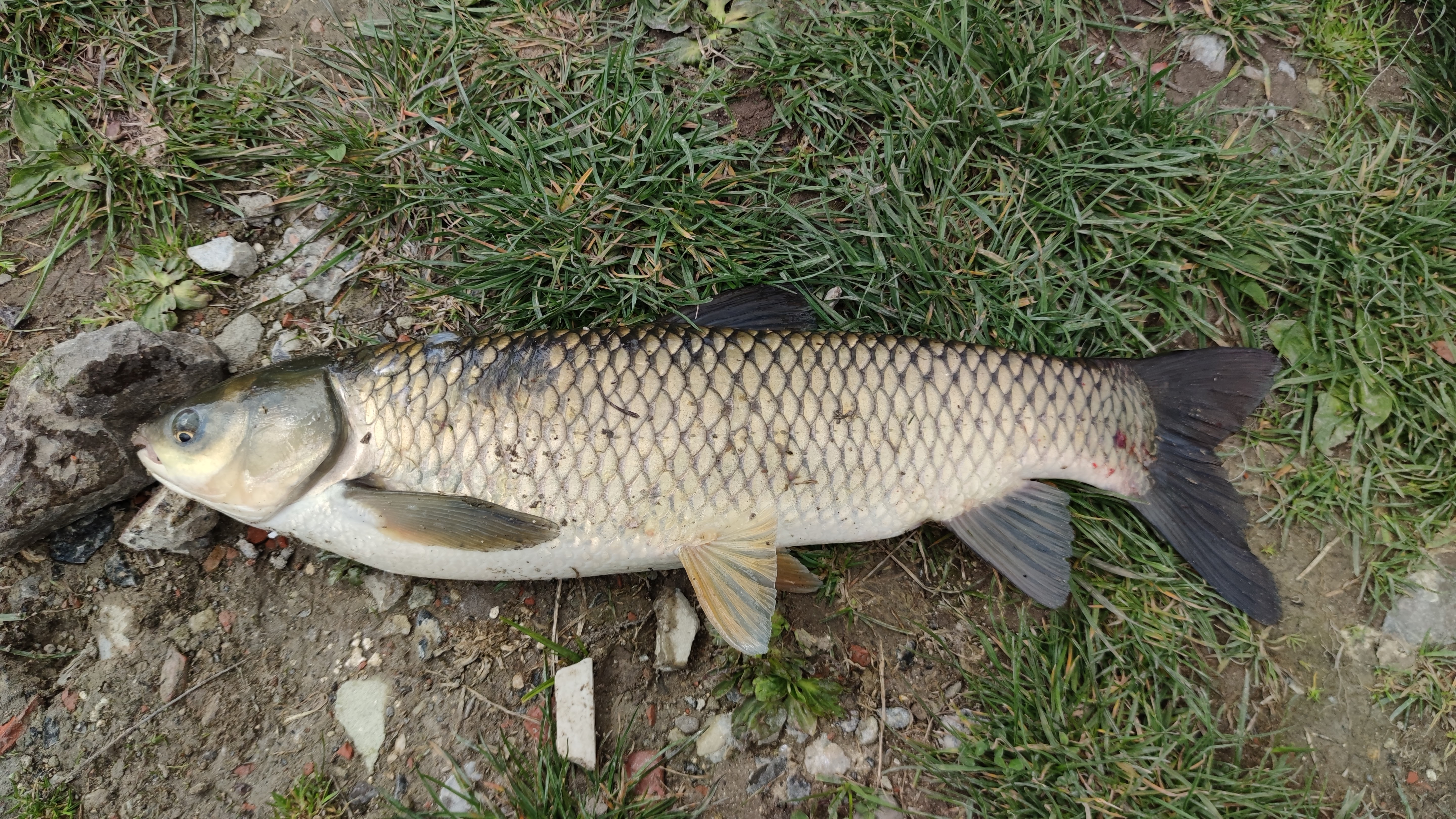
Ctenopharyngodon idella
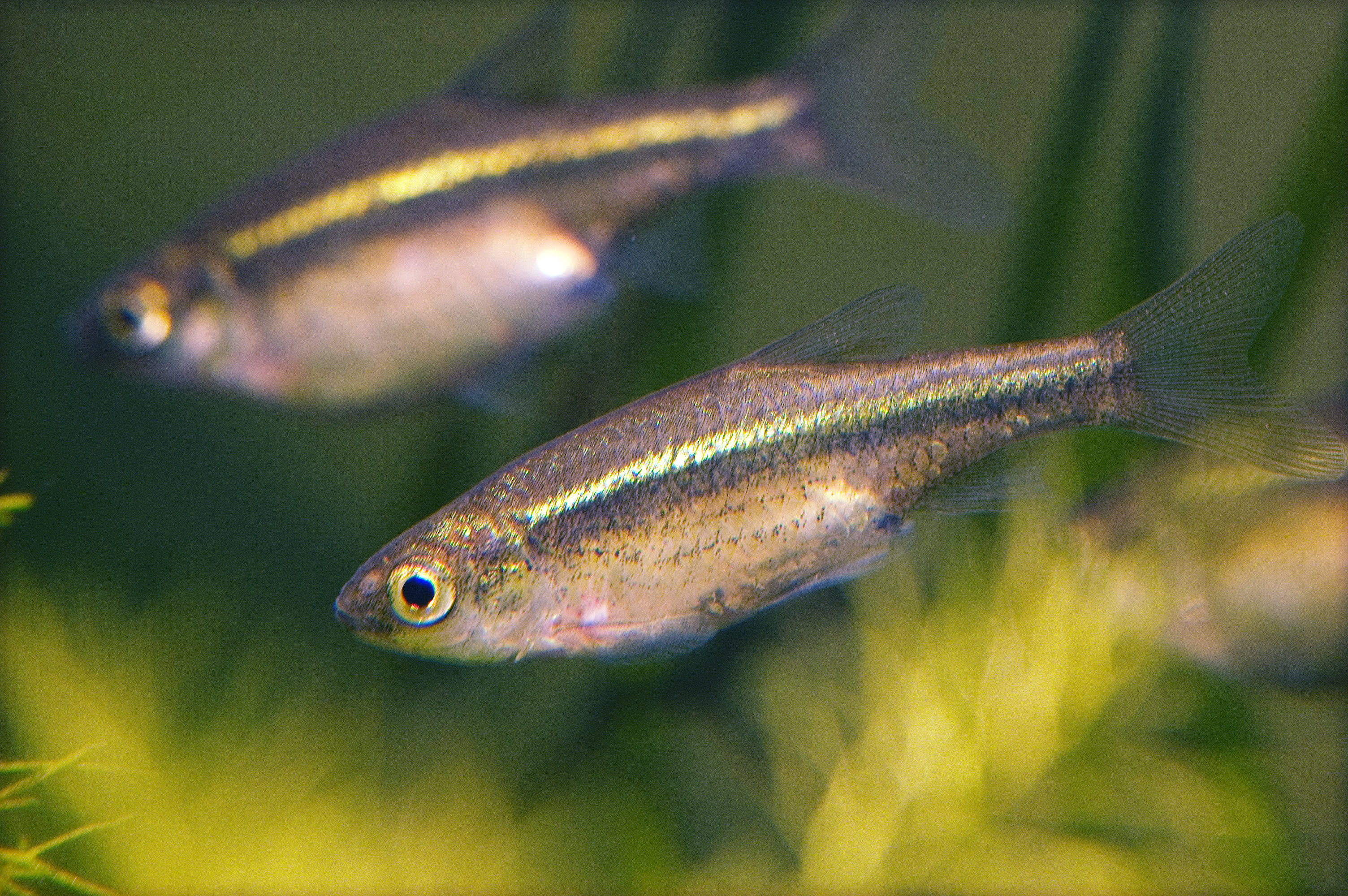
Hemigrammocypris rasborella
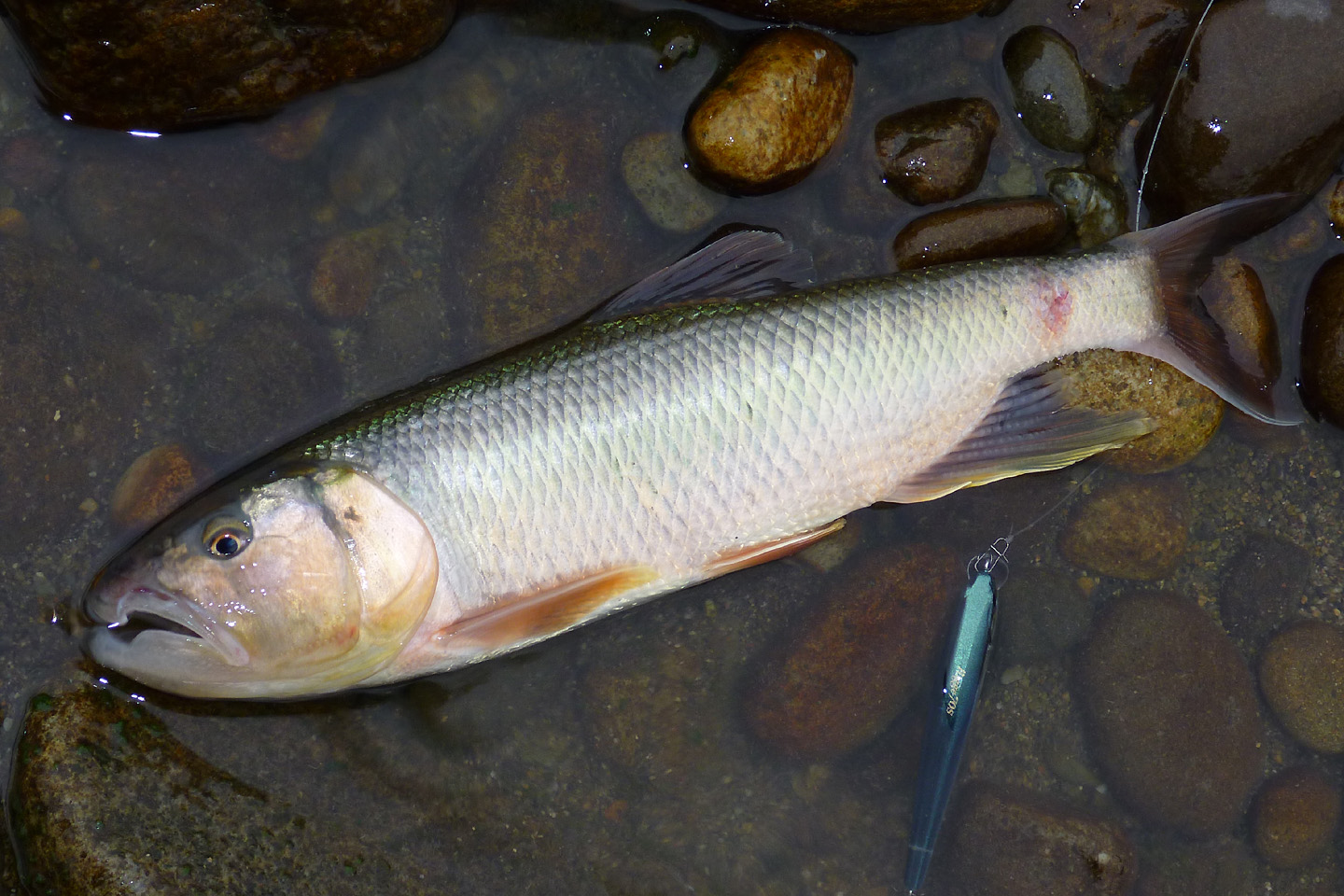
Opsariichthys uncirostris

До складу родини належить цілий ряд цінних промислових риб, білий амур, білий товстолобик, строкатий товстолобик, чорний амур є важливими об'єктами рибництва.